# George Pilkington Mills
George Pilkington Mills (8 januari 1867 - 8 november 1945) was een Brits wielrenner.

## Levensloop en carrière
Pilkington Mills blonk uit in langeafstandwedstrijden. In 1886 brak hij tweemaal het record om het snelst van de ene naar de andere kant in Groot-Brittannië te fietsen, een afstand van ongeveer 900 mijl. Hij deed deze afstand ook op een hoge bi. In 1891 werd hij door de organisatoren van Bordeaux-Parijs uitgenodigd om aan deze wedstrijd deel te nemen. Mills won de wedstrijd in een tijd van 26 uur, 36 minuten en 25 seconden, waarmee hij bijna anderhalf uur eerder was dan de tweede.
Na zijn wielercarrière deed hij ook nog aan moto- en autowedstrijden.
Mills overleed in 1945 op 78-jarige leeftijd.

## Resultaten in voornaamste wedstrijden
- Bordeaux-Parijs, 1891